# Nemipterus
Cá lượng hay cá đổng (Danh pháp khoa học: Nemipterus) là một chi cá biển bản địa trong họ cá đổng lượng Nemipteridae, thuộc bộ cá vược của vùng Ấn Độ Dương và phía Tây Thái Bình Dương, nhiều loài trong chi này có giá trị kinh tế và được khai thác quanh năm.

## Các loài
Hiên hành chi này có các loài sau:

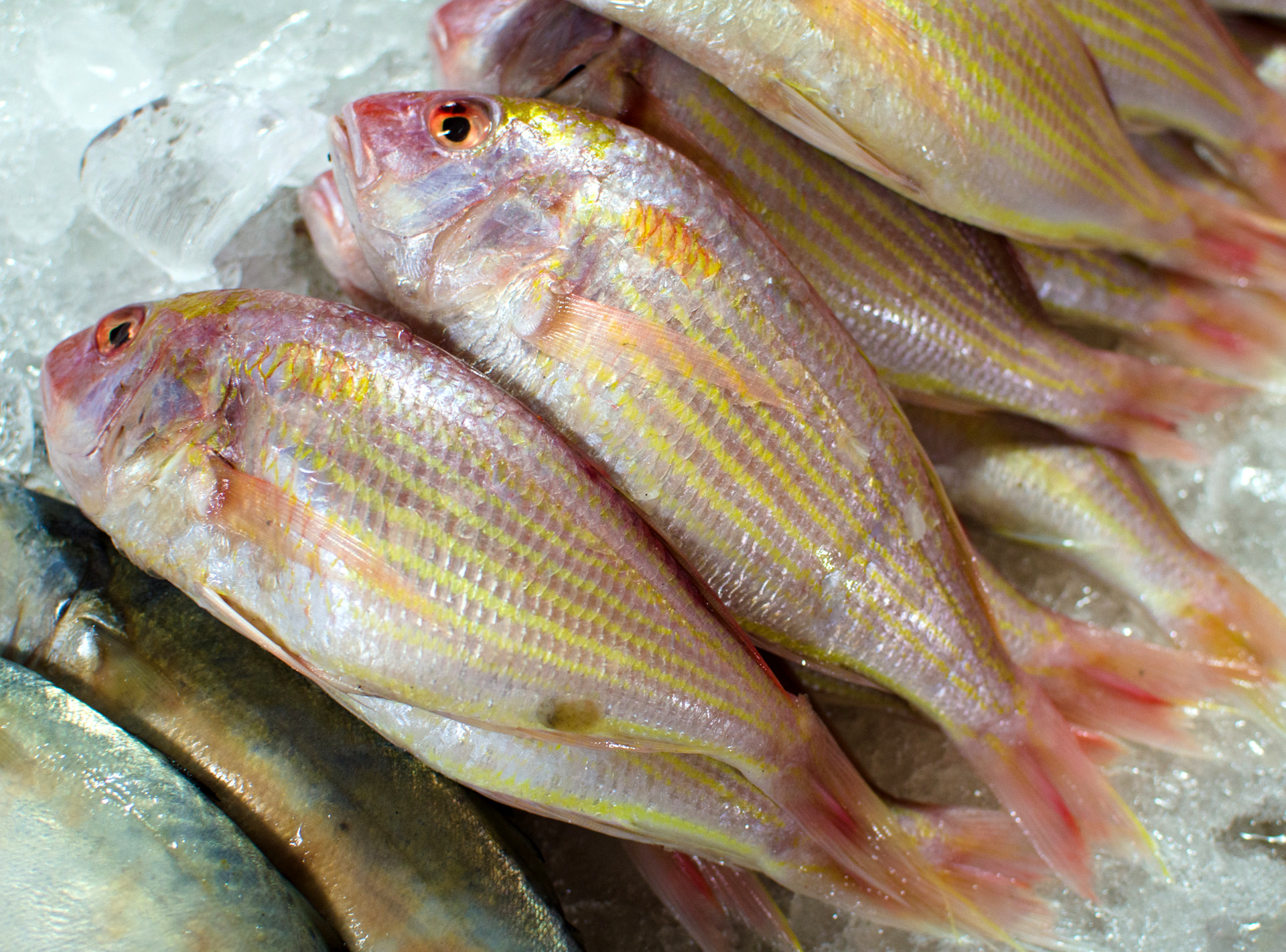

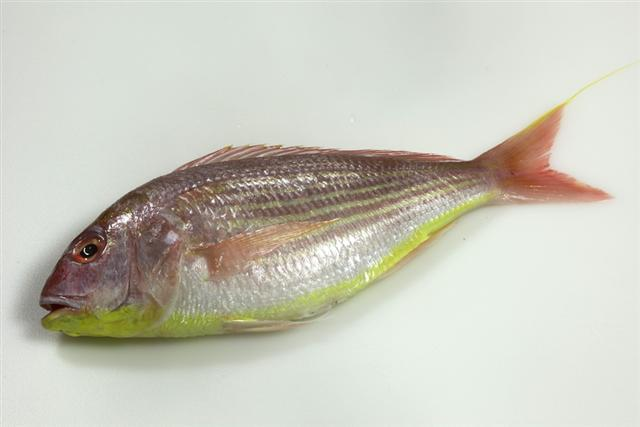

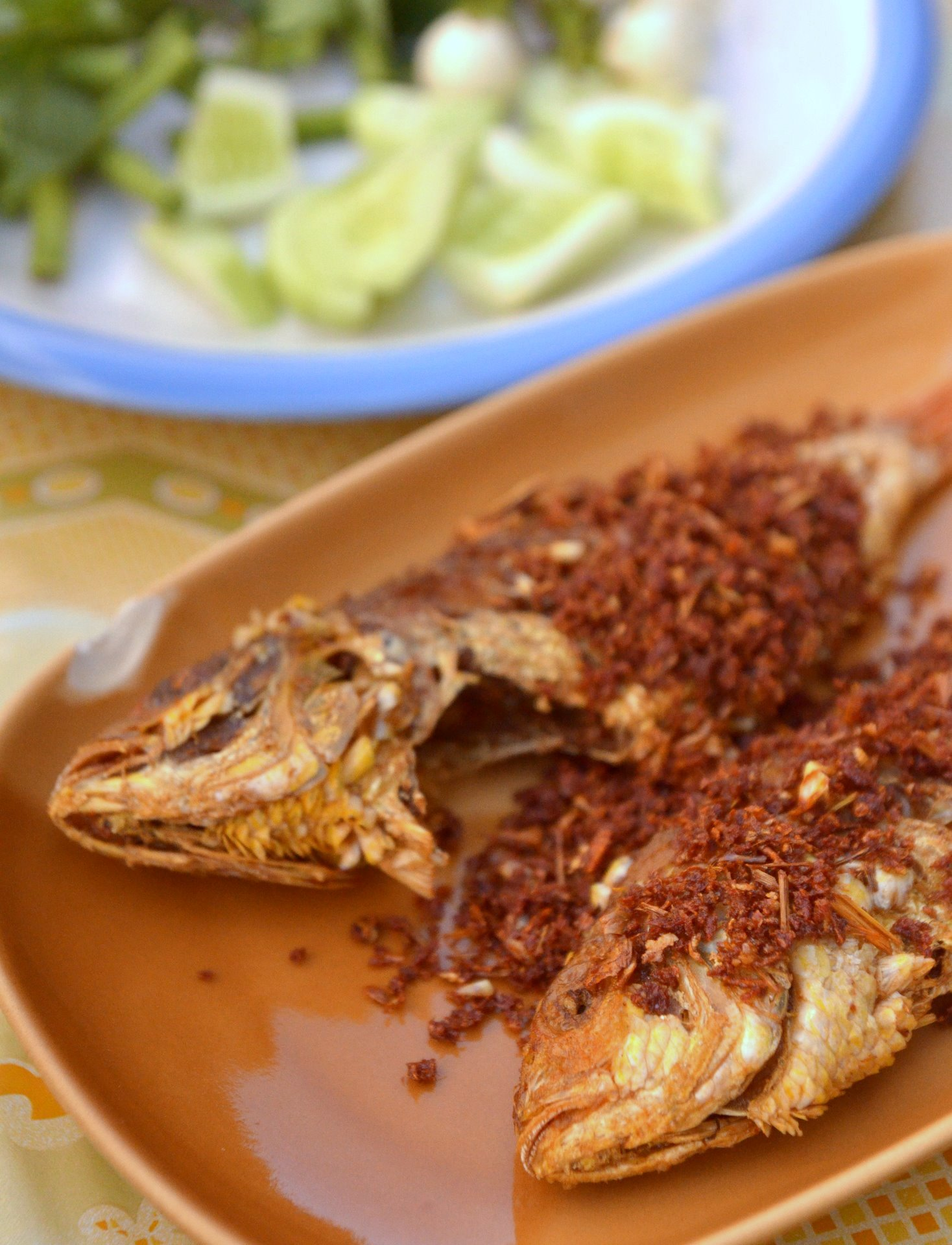

- Nemipterus aurifilum (J. D. Ogilby, 1910)
- Nemipterus aurora B. C. Russell, 1993
- Nemipterus balinensis (Bleeker, 1858)
- Nemipterus balinensoides (Popta, 1918)
- Nemipterus bathybius Snyder, 1911
- Nemipterus bipunctatus (Valenciennes, 1830)
- Nemipterus celebicus (Bleeker, 1854)
- Nemipterus elaine B. C. Russell & Gouws, 2020 [3]
- Nemipterus flavomandibularis B. C. Russell & Tweddle, 2013[4]
- Nemipterus furcosus (Valenciennes, 1830)
- Nemipterus gracilis (Bleeker, 1873)
- Nemipterus hexodon (Quoy & Gaimard, 1824)
- Nemipterus isacanthus (Bleeker, 1873)
- Nemipterus japonicus (Bloch, 1791)[5]
- Nemipterus marginatus (Valenciennes, 1830)
- Nemipterus mesoprion (Bleeker, 1853)
- Nemipterus nematophorus (Bleeker, 1854)
- Nemipterus nematopus (Bleeker, 1851)
- Nemipterus nemurus (Bleeker, 1857)
- Nemipterus peronii (Valenciennes, 1830)
- Nemipterus randalli B. C. Russell, 1986
- Nemipterus sugillatus B. C. Russell & H. C. Ho, 2017 [6]
- Nemipterus tambuloides (Bleeker, 1853)
- Nemipterus theodorei J. D. Ogilby, 1916
- Nemipterus thosaporni B. C. Russell, 1991
- Nemipterus virgatus (Houttuyn, 1782)
- Nemipterus vitiensis B. C. Russell, 1990
- Nemipterus zysron (Bleeker, 1856)